# Luis Gómez de Terán y Boza
Luis Gómez de Terán y Boza (Los Santos de Maimona, 5 de junio de 1834-Madrid, 16 de julio de 1869) fue un político, publicista y profesor español.

## Biografía
Nacido un 5 de junio, según la fuente de 1834 o 1835, en la localidad pacense de Los Santos de Maimona, fundó, o colaboró en, algunos periódicos extremeños y de Madrid, entre ellos el titulado El Progreso Constitucional (1866). Como político obtuvo escaño de diputado en las Cortes Constituyentes de 1869, por el distrito de Badajoz. Falleció poco después de ocupar el cargo, el 16 de julio de 1869, en Madrid.